# 8793 Thomasmüller
8793 Thomasmuller eller 1979 QX är en asteroid i huvudbältet som upptäcktes den 22 augusti 1979 av den svenske astronomen Claes-Ingvar Lagerkvist vid La Silla-observatoriet i Chile. Den är uppkallad efter den tyske astronomen Thomas G. Müller.
Asteroiden har en diameter på ungefär 5 kilometer.